# Глибочок (Харитонівська сільська громада)
Глибочо́к — село в Україні, у Харитонівській сільській територіальній громаді Житомирського району Житомирської області. Чисельність населення становить 224 особи (2001).

## Населення
В середині 19 століття в поселенні проживало 26 осіб обох статей, наприкінці 19 століття — 64 особи, з них 34 чоловіки та 30 жінок, дворів — 9, або 60 жителів, дворів — 8.
Відповідно до результатів перепису населення СРСР, кількість населення станом на 12 січня 1989 року становила 166 осіб. Станом на 5 грудня 2001 року, відповідно до перепису населення України, кількість мешканців села становила 224 особи.

## Історія
В середині 19 століття — сільце Радомисльського повіту Київської губернії. Лежало за 7 верст від Коростишева, трохи вище від Харитонівки по річці Івниця, притоці Тетерова. Населяли міщани, серед них 31 православної віри. У власності Розенберга було 340 десятин землі, переважно лісистої. Входило до православної парафії Троїцької церкви у Коростишеві.
Наприкінці 19 століття — поміщицьке сільце Коростишівської волості Радомисльського повіту Київської губернії. Відстань до повітового центру, м. Радомисль — 30 верст, до центру волості містечка Коростишів, де знаходилася найближча телеграфна та поштові станції — 5 верст, до найближчої залізничної станції Житомир — 28 верст, до найближчої пароплавної станції у Києві — 105 верст. Основним заняттям мешканців було землеробство. Досить давня власність євреїв Розенбергів, які володіли понад 3,5 тис. десятин землі в селах Глибочок, Кулішівка, Леонівка та Шахворостівка. Власність Е. Розенберг, господарював управитель К. Грабовський. В селі було 2 водяних млини.
У 1923 році включене до складу новоствореної Харитонівської сільської ради, яка 7 березня 1923 року увійшла до складу новоутвореного Коростишівського району Малинського округи.
2 листопада 2018 року село включене до складу новоутвореної Харитонівської сільської територіальної громади Коростишівського району Житомирської області. Від 19 липня 2020 року, разом з громадою, в складі новоутвореного Житомирського району Житомирської області.